# Fernando Coronado
Fernando Coronado Martínez (Madrid, 9 de junio de 1974) es un actor español conocido por sus trabajos en televisión, sobre todo por El secreto de Puente Viejo donde dio vida a Alfonso Castañeda Pacheco hasta 2019.

## Trabajos

### Teatro
| Año       | Título                                                 |
| --------- | ------------------------------------------------------ |
| ¿?        | Calígula                                               |
| ¿?        | Locos por los clásicos (adaptación de textos clásicos) |
| 2000-2001 | Las dos orillas                                        |
| 2007      | Sueño sin título                                       |
| 2009      | Mitridate, Re di Ponto                                 |
| 2010      | Cabaret                                                |
| 2011      | Pásame la sal                                          |

### Televisión
| Año         | Título                     | Personaje                 | Cadena                  | Notas           |
| ----------- | -------------------------- | ------------------------- | ----------------------- | --------------- |
| 2009 - 2011 | Doctor Mateo               | Quique Pozuelo            | Antena 3                | 6 episodios     |
| 2011 - 2019 | El secreto de Puente Viejo | Alfonso Castañeda Pacheco | Antena 3                | 1.855 episodios |
| 2019 - 2021 | Señoras del (h)AMPA        | Gregorio Manzanero        | Telecinco / Prime Video | 23 episodios    |
| 2020        | La unidad                  |                           | Movistar+               | 6 episodios     |
| 2020        | ByAnaMilán                 | Esteban                   | Atresplayer Premium     | 1 episodio      |
| 2023        | Amar es para siempre       | Vicente Berrocal          | Antena 3                | 81 episodios    |
| 2025 - ¿?   | La Promesa                 | Cristóbal Ballesteros     | La 1                    | ¿? episodios    |

### Cine
| Año  | Título |
| ---- | ------ |
| 2009 | Hienas |

### Otros
| Año  | Título                                                                                |
| ---- | ------------------------------------------------------------------------------------- |
| 2010 | Grupo de entrenamiento Sónicos 2010. (Escena de la película Vicky Cristina Barcelona) |
| 2011 | Videoclip Ya verás de Funambulista                                                    |
| 2011 | Deshielo                                                                              |
| 2013 | Productor del cortometraje Cassandra                                                  |
| 2014 | Sujeto Darwin (Cortometraje)                                                          |